# Javier Gorroño
Javier Gorroño Gastaminza, (nacido el 9 de julio de 1968 en Bilbao, Vizcaya) es un exjugador de baloncesto español. Con 1.94 de estatura, su puesto natural en la cancha era el de alero.

## Trayectoria
[actualizar]

## Palmarés
- 1985 Eurobasket Juvenil. Selección de España. Rousse. Medalla de Plata.
- 1989 Campeonato del Mundo sub-22. Selección de España sub-22 A. Andorra (Teruel). Medalla de Oro.
- 1990 Mundobasket sub-22. Selección de España. Priolo. Medalla de Plata.